# Crouanieae
Crouanieae, tribus crvenih algi smješten u vlastitu potporodicu Crouanioideae, dio porodice Callithamniaceae. Postoji 39 priznatih vrsta unutar šest rodova

## Rodovi
1. Crouania J.Agardh
2. Crouanophycus Athanasiadis
3. Euptilocladia Wollaston
4. Gattya Harvey
5. Gulsonia Harvey
6. Ptilocladia Sonder